# エリック・トランプ
エリック・フレデリック・トランプ（Eric Frederick Trump, 1984年1月6日 - ）は、アメリカ合衆国の実業家、不動産開発業者。第45、47代アメリカ合衆国大統領ドナルド・トランプとその最初の妻イヴァナ・トランプの次男である。2016年11月11日に父の政権移行チームに加わる。

## 生い立ち
1984年1月6日、ニューヨーク市マンハッタンで生まれる。同母兄姉にドナルド・トランプ・ジュニア、イヴァンカ・トランプがいる。また、父の2番目の妻で女優のマーラ・メープルズを母とする異母妹ティファニー・トランプ、父の3番目の妻で現在の妻であるメラニア・トランプを母とする異母弟バロン・トランプがいる。
ジョージタウン大学卒業。

## 私生活
2014年、CBSテレビの情報番組『インサイト・エディション』のアシスタント・プロデューサー、ララ・ユナスカと結婚。
2017年9月12日に長男エリック・ルーク・トランプ、2019年8月19日に長女キャロライナ・ドロシー・トランプが誕生した。